# ランク1
ランク1(Rank 1)は、オランダで1997年に結成したトランスユニット。メンバーは、ベノー・デ・ゴージ(Benno de Goeij)とピート・バーヴォーツ(Piet Bervoets)。
ダッチ・トランスの創始者の1つと言われることが多い。
ベノーとピートの2人は、以前にも一緒に活動をしたことはあったが、ランク1で初めて商業的に成功した。
最も有名な楽曲は2000年に発表した「Airwave」で、イギリスのシングル・チャートで10位、ビルボードのHot Dance/Club Play Chartで25位を記録した。
来日する機会は少ないが、時々六本木のクラブ、ヴェルファーレにゲストDJとして招致されていた。

## ディスコグラフィ

### アルバム
- Symsonic （2002年）

### シングル
- The Citrus Juicer （1999年）
- Airwave （2000年）
- Such Is Life （2001年）
- Awakening （2002年）
- Breathing (Airwave 2003) （2003年）
- It's Up To You (Symsonic) (2003年)
- Beats At Rank-1 Dotcom （2004年）
- Opus 17 / Top Gear （2005年）
- Life Less Ordinary (Alex M.O.R.P.H.との共作) （2007年）
- This World Is Watching Me (Armin van Buurenとの共作) （2007年）
- And Then... (Jochen Millerとの共作) （2008年）
- L.E.D. There Be Light (Trance Energy Anthem 2009) （2008年）
- Symfo (Official Sunrise Festival 2009 Theme) （2009年）
- 100 (Nic Chagall, Wippenbergとの共作) （2010年）
- The Great Escape (Jochen Millerとの共作) （2010年）
- 7 Instead Of 8 (2012年)
- Elements Of Nature (M.I.K.E.との共作) (2013年)
- Floorlifter (2013年)
- Superstring (2016年)

### リミックス
- 浜崎あゆみ
  - Far away
  - Dearest
- System F
  - Cry
- Cygnus X
  - The Orange Theme
  - Superstring
- York
  - Reachers Of Civilization
- Baby D
  - Let Me Be Your Fantasy
- Delerium
  - Underwater
- JamX & De Leon
  - Mind Made Up
- Push
  - Journey Of Life
- Angel City
  - Touch Me
- Mr. Sam
  - Lyteo
- Ronald Van Gelderen
  - This Way
- フレディ・マーキュリー
  - Love Kills